# لوکساپین
لوکساپین (انگلیسی: Loxapine) نوعی داروی آنتی سایکوتیک تیپیک است و عمدتاً برای درمان اسکیزوفرنی استفاده میشود.